# André Zarra
Pour les articles homonymes, voir Zarra.
 (janvier 2019).
André Zarra est un directeur de la photographie français. 

## Biographie
Zarra fait ses débuts dans les années 1960 avec quelques courts métrages, entre autres Le Fossé de Maurice Poli avec Poli et Geneviève Grad. Ses grandes œuvres pour la télévision sont les feuilletons de Pierre Gaspard-Huit La Légende de Bas-de-Cuir (1969) avec Pierre Massimi et Les Galapiats (1970) avec Marc di Napoli, suivi par le feuilleton allemand Le Loup des mers (de) (1971) de Wolfgang Staudte.
André Zarra est le directeur de la photographie de quelques documentaires de Jean Dasque comme Sweet Home et Mila 23 et pour le film Le Viol avec Alain Mottet, Rufus et Anouk Ferjac. Zarra fait surtout la photographie des films de Claude Pierson : La Grande Récré (1973) avec Paul Préboist, Un amour comme le nôtre (1974) avec Paola Senatore, J'ai droit au plaisir (1978) et Les Phallocrates (1980). Pour le réalisateur Patrick Schulmann, André Zarra a photographié les films Axel et Zoé s'aiment d'amour tendre (1971) et La Grande Récré (film) (1980) avec Érik Colin.
Parmi les autres films, Une nuit rêvée pour un poisson banal (1980) de Bernard Guillou avec Henri Serre, Scratch de Claude Patin avec Christian Baltauss et Une petite fille dans les tournesols (1984) de Bernard Férié avec Claude Jade.